# Nomenclatura IUPAC de compostos orgânicos

## Nomenclatura Geral

### Regras Básicas
De forma geral, os nomes oficiais para compostos orgânicos são formados por três partes básicas:
- 1ª) Prefixo - que indica o número de átomos de carbono da cadeia principal;
- 2ª) Infixo - que indica o tipo de ligação principal na cadeia principal;
- 3ª) Sufixo - que indica a função principal do composto orgânico.
Assim, o nome do composto CH4 é metano, que tem sua formação as três partes básicas: met + an + o.

#### Prefixos
| Número de Carbonos | Prefixo       |
| ------------------ | ------------- |
| 1                  | met           |
| 2                  | et            |
| 3                  | prop          |
| 4                  | but           |
| 5                  | pent          |
| 6                  | hex           |
| 7                  | hept          |
| 8                  | oct           |
| 9                  | non           |
| 10                 | dec           |
| 11                 | undec         |
| 12                 | dodec         |
| 13                 | tridec        |
| 14                 | tetradec      |
| 15                 | pentadec      |
| 16                 | hexadec       |
| 17                 | heptadec      |
| 18                 | octadec       |
| 19                 | nonadec       |
| 20                 | eicos         |
| 21                 | heneicos      |
| 22                 | docos         |
| 23                 | tricos        |
| 24                 | tetracos      |
| 25                 | pentacos      |
| 26                 | hexacos       |
| 27                 | heptacos      |
| 28                 | octacos       |
| 29                 | nonacos       |
| 30                 | triacont      |
| 31                 | hentriacont   |
| 32                 | dotriacont    |
| 33                 | tritriacont   |
| 34                 | tetratriacont |
| 35                 | pentatriacont |
| 36                 | hexatriacont  |

#### [1]Intermediários
| Insaturação                                   | Infixo |
| --------------------------------------------- | ------ |
| Somente ligação simples                       | an     |
| Presença de uma ligação dupla                 | en     |
| Presença de duas ligações duplas              | dien   |
| Presença de uma ligação tripla                | in     |
| Presença de duas ligações triplas             | diin   |
| Presença de uma ligação dupla e de uma tripla | enin   |

Obs.: Os intermediários en e in suprimem o infixo an; ou seja; quando o composto apresentar ligação dupla ou tripla, não é escrito o infixo an, mesmo que ele tenha também ligações simples. Se o composto possuir duas ou três ligações duplas, usa-se os intermediários dien e trien, respectivamente. Se o composto possui duas ou três ligações triplas, usa-se os intermediários diin e triin, respectivamente. Se o composto possuir ligação dupla e tripla, os dois intermediários en e in serão escritos respectivamente, formando enin e não inen.

#### Sufixos
| Função orgânica   | Sufixo    |
| ----------------- | --------- |
| Hidrocarboneto    | o         |
| Álcool e enol     | ol        |
| Aldeído           | al        |
| Cetona            | ona       |
| Ácido carboxílico | óico      |
| Amina             | amina     |
| Amida             | amida     |
| Ácido sulfônico   | sulfônico |

- CH3CH3 - etano (2 átomos de carbono, ligação simples na cadeia, função hidrocarboneto);
- CH2CH2 - eteno (2 átomos de carbono, ligação dupla na cadeia, função hidrocarboneto);
- CHCH - etino (2 átomos de carbono, ligação tripla na cadeia, função hidrocarboneto);
- CH3OH - metanol (1 átomo de carbono, com 1 átomo de carbono considera-se ligação simples, função álcool);
- CH3CH2OH - etanol (2 átomos de carbono, ligação simples na cadeia carbônica, função álcool);
- CH3CHO - etanal (2 átomos de carbono, ligação simples na cadeia, função aldeído).

## Funções orgânicas
Estão em negrito o sufixo que caracteriza a função no nome dos compostos orgânicos.

### Hidrocarbonetos
São formados somente por átomos de carbono e hidrogênio.
| Composto        | Nome Oficial |
| --------------- | ------------ |
| CH4             | metano       |
| CH3-CH3         | etano        |
| CH3-(CH2)10-CH3 | dodecano     |

### Álcoois
Possuem o grupo hidroxila, (OH)-, ligado a um átomo de carbono saturado (que possui somente ligações simples).
| Composto   | Nome Oficial |
| ---------- | ------------ |
| CH3-OH     | metanol      |
| CH3-CH2-OH | etanol       |

### Enol
Possui o grupo hidroxila, (OH-), ligado a um átomo de carbono insaturado (que possui ao menos uma ligação dupla ou tripla). É uma classe de composto instáveis, pois os elétrons da dupla ligação são facilmente atraídos pelo oxigênio, formando outras funções (aldeído ou cetona).
| Composto                 | Nome Oficial |
| ------------------------ | ------------ |
| CH3-CH2-CH=CH-OH         | butenol      |
| CH3-CH2-CH2-CH2-CH=CH-OH | hexenol      |

### Aldeídos
Possuem o grupo carbonila, C=O, ligado a pelo menos um átomo de hidrogênio.
| Composto | Nome Oficial |
| -------- | ------------ |
| HCHO     | metanal      |
| CH3-CHO  | etanal       |

Obs: a mistura de 40% de metanal e 60% de água é conhecida como formol.

### Cetona
Possui o grupo carbonila, C=O, entre dois átomos de carbono.
| Composto       | Nome Oficial |
| -------------- | ------------ |
| CH3-CO-CH3     | propanona    |
| CH3-CH2-CO-CH3 | butanona     |

Obs: a propanona é conhecida comercialmente como acetona, o que causa confusão com o nome da função orgânica. A acetona é um exemplo de composto pertencente à função cetona.

### Éter
Possui o átomo de oxigênio, O, entre dois átomos de carbono. Ele é dito heteroátomo. O átomo de oxigênio divide a cadeia carbônica em duas partes, sendo que o nome começa pela parte mais simples (normalmente a menor).
| Composto          | Nome Oficial |
| ----------------- | ------------ |
| CH3-O-CH3         | metóximetano |
| CH3-CH2-O-CH2-CH3 | etóxietano.  |

Obs: O etóxietano é conhecido comercialmente como éter comum, éter etílico ou éter sulfúrico.

### Amina
Possui pelo menos um átomo de carbono ligado ao nitrogênio. É uma função derivada na amônia, NH3, na qual um, dois ou três átomos de hidrogênio são substituídos por átomos de carbono.
Quando temos um ou mais átomos de carbono ligado(s) ao nitrogênio, damos o nome das partes de carbono como se fossem radicais, seguidos da palavra amina.
| Composto        | Nome Oficial  |
| --------------- | ------------- |
| CH3-NH-CH3      | dimetilamina  |
| CH3-N-(CH3)-CH3 | trimetilamina |

### Amida
Possui carbonila, C=O, ligada ao nitrogênio.
| Composto   | Nome Oficial |
| ---------- | ------------ |
| HCO-NH2    | metanamida   |
| CH3-CO-NH2 | etanamida.   |

### Ácido Carboxílico
Possui uma carbonila (C=O), ligada a uma hidroxila(OH) no começo da cadeia, formando a carboxila(COOH). Nesses compostos é adicionado Ácido na frente do nome.
| Composto | Nome Oficial    |
| -------- | --------------- |
| HCOOH    | Ácido metanoico |
| CH3-COOH | Ácido etanoico. |

### Éster
Possui uma carbonila ligada a um átomo de oxigênio e, o átomo de oxigênio está ligado a um átomo de carbono: COOC. O heteroátomo, oxigênio, divide a cadeia em duas partes. Ao escrever o nome do composto, escrevemos primeiro a parte que possui a carbonila.
| Composto       | Nome Oficial         |
| -------------- | -------------------- |
| HCOO-CH3       | metanoato de metila. |
| CH3-HCOOCH-CH3 | etanoato de etila.   |

### Sal Orgânico
Possui uma carbonila ligada a um átomo de oxigênio e, o átomo de oxigênio está ligado a um metal: COO-Metal.
| Composto    | Nome Oficial           |
| ----------- | ---------------------- |
| CH3-COO-Na+ | etanoato de sódio      |
| HCOO-K+     | metanoato de potássio. |

### Anidrido de Ácido
Os principais anidridos de ácidos carboxílicos são obtidos por meio da desidratação intermolecular desses ácidos. Possuem a mesma estrutura de duas moléculas de ácido carboxílico unidas, exceto pela ausência de dois átomos de hidrogênio e um átomo de oxigênio, devido a desidratação.
| Composto       | Nome Oficial       |
| -------------- | ------------------ |
| CH3-COO-CO-CH3 | anidrido etanóico  |
| CHOO-COH       | anidrido metanóico |

### Nitrila/Nitrilo
Possui uma ligação tripla entre um átomo de carbono e um átomo de nitrogênio: N
| Composto   | Nome Oficial   |
| ---------- | -------------- |
| CH3-CN     | etanonitrila   |
| CH3-CH2-CN | propanonitrila |

Obs: O ácido cianídrico, HCN, não é classificado como composto orgânico.

### Nitrocomposto
Possui o grupo NO2 ligado a um átomo de carbono. São geralmente instáveis, utilizados na fabricação de explosivos como o TNT.
| Composto    | Nome Oficial |
| ----------- | ------------ |
| CH3-NO2     | nitrometano  |
| CH3-CH2-NO2 | nitroetano   |

### Ácido Sulfônico
Derivado do ácido sulfúrico, numa reação de desidratação entre o ácido sulfúrico e um composto orgânico. Grupo funcional: SO3H.
| Composto     | Nome Oficial          |
| ------------ | --------------------- |
| CH3-SO3H     | ácido metanosulfônico |
| CH3-CH2-SO3H | ácido etanosulfônico  |

### Composto de Grignard
É um organometálico sendo o magnésio o átomo metálico ligado ao carbono e a um halogênio (flúor (F), cloro (Cl), bromo (Br) ou iodo (I)).
| Composto    | Nome Oficial              |
| ----------- | ------------------------- |
| CH3-MgCl    | cloreto de metanomagnésio |
| CH3-CH2-MgI | Iodeto de etanomagnésio   |

### Haleto Orgânico
Possui pelo menos um átomo do grupo dos halogêneos ligado ao carbono. O halogênio é tratado como um radical, tendo o composto nome semelhante aos hidrocarbonetos.
| Composto   | Nome Oficial |
| ---------- | ------------ |
| CH3-Cl     | cloro-metano |
| CH3-CH2-Br | bromo-etano  |